# Kader Keïta
Kader Abdul Keïta (n. 6 noiembrie 2000, Coasta de Fildeș) este un fotbalist ivorian și francez, care joacă pe post de mijlocaș la Rapid în SuperLiga României, împrumutat de la CFR Cluj. Pe plan internațional, are prezențe la națională pentru Coasta de Fildeș U23⁠(d) și Coasta de Fildeș.

## Cariera internațională
Keïta are dublă cetățenie, cea a Franței și a Coastei de Fildeș. A fost selectat ca parte a echipei olimpice a Coastei de Fildeș pentru Jocurile Olimpice de vară din 2020, având trei apariții.

## Palmares
Westerlo
- Prima Divizie B belgiană: 2021–22[5]